# Philip Casnoff
Philip Casnoff (ur. 3 sierpnia 1949 w Filadelfii) – amerykański aktor teatralny, telewizyjny i filmowy, piosenkarz, pianista, reżyser telewizyjny.

## Życiorys

### Wczesne lata
Urodził się w Filadelfii w stanie Pensylwania. Ma pochodzenie polskie. W 1967 roku ukończył szkołę średnią Central High School w Filadelfii, w Stanach Zjednoczonych.

### Kariera
W sezonie 1972/73 występował w operze rockowej Godspell i na Broadwayu w Grease. W 1976 pojawił się na Broadwayu w musicalu Rockabye Hamlet jako Hamlet na scenie Minskoff Theatre.
Zadebiutował na kinowym ekranie w japońskim filmie sci-fi Powrót na planetę Jellucia (Uchu kara no messeji, 1978), a następnie zagrał w komedii Gorp (1980) u boku Dennisa Quaida i Fran Drescher oraz dreszczowcu Złe Święta Bożego Narodzenia (You Better Watch Out, 1980).
Po udziale w serialu NBC Detektyw Remington Steele (Remington Steele, 1982) z Pierce’em Brosnanem i miniserialu CBS Jerzy Waszyngton (George Washington, 1984) u boku Barry’ego Bostwicka i Jaclyn Smith jako Lafayette, zdobył popularność jako antagonista – przebiegły Elkanah Bent w miniserialu ABC – ekranizacji książki Johna Jakesa Północ-Południe (North and South, 1985) i dwóch sequelach – Północ - Południe II (North and South, Book II, 1986) i Niebo i piekło (Heaven & Hell: North & South, Book III, 1994).
Powrócił na Broadway w musicalu Chess (1988) w uhonorowanej nagrodą Theatre World roli Freddiego oraz musicalu Shogun: The Musical (1990) jako John Blackthorne. Wystąpił także na off-Broadwayu w sztuce Up Against It (1989).
W komedii romantycznej Dziewczyna z Jersey (Jersey Girl, 1992) pojawił się jako Mitchell, kolega Sala, wyjątkowo wredny typ. Za kreację Franka Sinatry w biograficznym dramacie telewizyjnym Warner Bros. Sinatra (1992) otrzymał nominację do nagrody Złotego Globu. Zabłysnął jako sierżant Vitelli w serialu CBS Podejrzany (Under Suspicion, 1994).
Występował gościnnie w serialach: ABC Tylko jedno życie (One Life to Live, 1990), NBC Siostry (Sisters, 1995), CBS Szpital Dobrej Nadziei (Chicago Hope, 1995), sitcomie CBS Pomoc domowa (The Nanny, 1996), sitcomie NBC Teraz Susan (Suddenly Susan, 1996) z Brooke Shields, sitcomie NBC Skrzydła (Wings, 1996), NBC Ostry dyżur (ER, 1998) jako dr Dan Litvak, CBS Strażnik Teksasu (Walker, Texas Ranger, 1999), HBO Oz (1999–2000) w roli rosyjskiego kryminalisty Nikolaja Stanislofsky’ego, NBC Prawo i bezprawie (Law & Order: Special Victims Unit, 2001), NBC Frasier (2002), NBC Prawo i porządek (Law & Order, 2002), CBS Bez śladu (Without a Trace, 2006), CBS Wzór (Numb3rs, 2006) oraz NBC Jordan w akcji (Crossing Jordan, 2007).
W 2003 roku zadebiutował jako reżyser jednego z odcinków serialu Życie przede wszystkim (Strong Medicine), gdzie zagrał postać doktora Roberta Jacksona (2000–2005).

### Życie prywatne
W 1984 roku poślubił aktorkę Roxanne Hart, mają dwóch synów: Alexandra (ur. 1988) i Macklina McKee (ur. 29 listopada 1992).

## Filmografia
| filmy fabularne | filmy fabularne                                            | filmy fabularne            | filmy fabularne                              | filmy fabularne |
| Rok             | Film                                                       | Rola                       | Reżyser                                      |                 |
| --------------- | ---------------------------------------------------------- | -------------------------- | -------------------------------------------- | --------------- |
| 1978            | Uchū kara no Messēji                                       | Aaron                      | Kinji Fukasaku                               |                 |
| 1980            | Gorp                                                       | Bergman                    | Joseph Ruben                                 |                 |
| 1980            | Świąteczne zło (You Better Watch Out)                      | Ricardo Bauma              | Lewis Jackson                                |                 |
| 1982            | The Renegades (TV)                                         | tancerz                    | Roger Spottiswoode                           |                 |
| 1987            | Dłonie obcego, cz. I-II (Hands of a Stranger, TV)          | Marty Loftus               | Larry Elikann                                |                 |
| 1988            | Czerwony pająk (The Red Spider, TV)                        | detektyw Patrick Shaunessy | Jerry Jameson, Paul King                     |                 |
| 1991            | Morze wojny, morze miłości (Ironclads, TV)                 | porucznik Guilford         | Delbert Mann                                 |                 |
| 1991            | Czerwony wiatr (Red Wind, TV)                              | Charlie Lapidus            | Alan Metzger                                 |                 |
| 1992            | Dziewczyna z Jersey (Jersey Girl)                          | Mitchell                   | David Burton Morris                          |                 |
| 1994            | Niewinni i skazani (Saints and Sinners)                    | detektyw Battaglia         | Paul Mones                                   |                 |
| 1994            | Widmo zemsty (Temptation)                                  | Michael Reddick            | Strathford Hamilton                          |                 |
| 1995            | Zoja (Zoya, TV)                                            | Simon Hirsch               | Richard A. Colla (w napisach: Richard Colla) |                 |
| 1996            | Special Report: Journey to Mars (TV)                       | Nick Van Pelt              | Robert Mandel                                |                 |
| 1997            | Little Girls in Pretty Boxes (TV)                          | Greg Radkin                | Christopher Leitch                           |                 |
| 1998            | The Defenders: Taking the First (TV)                       | John Walker                | Andy Wolk                                    |                 |
| 1998            | Zbuntowany klon (Chameleon, TV)                            | Cortez, szef IBI           | Stuart Cooper                                |                 |
| 1998            | Jak Stella zdobyła miłość (How Stella Got Her Groove Back) | Kennedy                    | Kevin Rodney Sullivan                        |                 |
| 1998            | Tempting Fate (TV)                                         | Richard Davis              | Peter Werner                                 |                 |
| 2000            | Skradzione jutro (Kiss Tomorrow Goodbye, TV)               | Mackey, szef Dustina       | Jason Priestley                              |                 |
| 2000            | Magiczny zegar (For All Time, TV)                          | Al Glasser                 | Steven Schachter                             |                 |
| 2002            | The President’s Man: A Line in the Sand (TV)               | Jack Stanton               | Eric Norris                                  |                 |
| 2008            | Jane Doe: Eye of the Beholder (TV)                         | Lance Saxon                | Lea Thompson                                 |                 |
| 2010            | Switchback                                                 | Pan johnson                | Lori Kelly                                   |                 |
| 2011            | Grace Face (film krótkometrażowy)                          | Steve                      | Luke Kraman                                  |                 |
| 2011            | Field of Vision (TV)                                       | Kenny McFarland            | Gregg Champion                               |                 |
| 2013            | Sex & Marriage (wideo)                                     | Rosen                      | Robin Larsen                                 |                 |
| 2015            | Ted 2                                                      | Playstation Owner          | Seth MacFarlane                              |                 |
| 2015            | Sight Unseen                                               | Rusty Sampson              | John Petrini                                 |                 |
| 2016            | Harvey's Dream (film krótkometrażowy)                      |                            | Jainardhan Sathyan                           |                 |
| 2017            | Czwarta władza (The Post)                                  | Chalmers Roberts           | Steven Spielberg                             |                 |
| 2023            | Rachel Hendrix                                             | Jerry Rorty                | Victor Nuñez                                 |                 |

| seriale TV | seriale TV                                                            | seriale TV                                                | seriale TV       | seriale TV |
| Rok        | Tytuł                                                                 | Rola                                                      | Stacja           |            |
| ---------- | --------------------------------------------------------------------- | --------------------------------------------------------- | ---------------- | ---------- |
| 1982       | American Playhouse                                                    |                                                           | PBS              |            |
| 1982       | Detektyw Remington Steele (Remington Steele )                         | Ben Pearson                                               | NBC              |            |
| 1983       | The Hamptons                                                          | David Landau                                              | ABC              |            |
| 1984       | Jerzy Waszyngton (George Washington)                                  | Lafayette                                                 | CBS              |            |
| 1984       | ABC Afterschool Specials                                              | Harvey Schmidt                                            | ABC              |            |
| 1984       | Opowieści z ciemnej strony (Tales from Darkside)                      | Chris Wood                                                | CBS              |            |
| 1984       | The Edge of Night                                                     | Brian Murdock                                             | ABC, CBS         |            |
| 1985       | Szczwany lis (Crazy Like a Fox)                                       |                                                           | CBS              |            |
| 1985       | Północ-Południe (North and South)                                     | Elkanah Bent                                              | ABC              |            |
| 1986       | Północ - Południe II (North and South, Book II)                       | Elkanah Bent                                              | ABC              |            |
| 1990       | Tylko jedno życie (One Life to Live)                                  | Rob Riviera                                               | ABC, Hulu        |            |
| 1992       | Sinatra                                                               | Frank Sinatra                                             | Warner Bros.     |            |
| 1994       | Niebo i piekło (Heaven & Hell: North & South, Book III)               | Elkanah Bent                                              | ABC              |            |
| 1994-95    | W kręgu podejrzeń (Under Suspicion)                                   | detektyw James Vitelli                                    | CBS              |            |
| 1995       | Siostry (Sisters)                                                     | Jack Chambers                                             | CBS              |            |
| 1995       | Szpital Dobrej Nadziei (Chicago Hope)                                 | Paul Accosta                                              | CBS              |            |
| 1996       | Pomoc domowa (The Nanny)                                              | kantor Gary Isaacs                                        | CBS              |            |
| 1996       | Skrzydła (Wings)                                                      | Eric                                                      | NBC              |            |
| 1996       | Podróż do Ziemi Obiecanej (Promised Land)                             | Bill Carter                                               | CBS              |            |
| 1997       | The Hunger                                                            | William Cobb                                              | Showtime         |            |
| 1998       | The Player (Players)                                                  | John Fellowes                                             | NBC              |            |
| 1998       | Ostry dyżur (ER)                                                      | dr Dan Litvak                                             | NBC              |            |
| 1999       | Kancelaria adwokacka (The Practice)                                   | Danny Rogers                                              | ABC              |            |
| 1999       | Strażnik Teksasu (Walker, Texas Ranger)                               | Harris                                                    | CBS              |            |
| 1999       | Diagnoza morderstwo (Diagnosis Murder)                                | Grant Connor                                              | CBS              |            |
| 1999       | Fantastyczna wyspa (Fantasy Island)                                   |                                                           | ABC              |            |
| 1999–2000  | Oz                                                                    | Nikolaj Stanislofsky, rosyjski kryminalista               | HBO              |            |
| 2000       | Chicken Soup for the Soul                                             |                                                           | Aron Productions |            |
| 2000–2005  | Życie przede wszystkim (Strong Medicine)                              | szef Staffa, dr Robert Jackson                            | Lifetime         |            |
| 2001       | Prawo i bezprawie (Law & Order: Special Victims Unit)                 | Ilya Korska                                               | NBC              |            |
| 2002       | Frasier                                                               | dr Bernard Gadston                                        | NBC              |            |
| 2002       | Prawo i porządek (Law & Order)                                        | Bill Talbot                                               | NBC              |            |
| 2005       | Prawo i bezprawie (Law & Order: Trial by Jury)                        | A.D.A. Nick Forster                                       | NBC              |            |
| 2006       | Bez śladu (Without a Trace)                                           | Donald Clarence                                           | CBS              |            |
| 2006       | Wzór (Numb3rs)                                                        | Maurice Connors                                           | CBS              |            |
| 2006       | Jordan w akcji (Crossing Jordan)                                      | dr Sanchez                                                | NBC              |            |
| 2009–2010  | Dollhouse                                                             | Clive Ambrose                                             | Fox              |            |
| 2010       | Zabójcze umysły (Criminal Minds)                                      | James Stanworth                                           | CBS              |            |
| 2011       | Prawo i porządek: Los Angeles (Law & Order: Los Angeles)              | adwokat 'Bo' - US Immigration & Customs Enforcement (ICE) | NBC              |            |
| 2011       | The Whole Truth                                                       |                                                           | ABC              |            |
| 2011–2012  | Agenci NCIS (NCIS)                                                    | Sean Latham                                               | CBS              |            |
| 2012       | CSI: Kryminalne zagadki Las Vegas (C.S.I.: Crime Scene Investigation) | Jonah Clyborn                                             | CBS              |            |
| 2012       | Franklin & Bash                                                       | Glenn Friedman                                            | TNT              |            |
| 2012       | Chirurdzy (Grey’s Anatomy)                                            | dr Mel Barnett                                            | ABC              |            |
| 2013       | Lucky 7                                                               | Charlie                                                   | ABC              |            |
| 2014       | Pułapki umysłu (Perception)                                           | Gordon Williams                                           | TNT              |            |
| 2015       | Królowe krzyku (Królowe krzyku)                                       | Steven Munsch                                             | Fox              |            |
| 2016       | Elementary                                                            | Jack McGill                                               | CBS              |            |
| 2017       | Homeland                                                              | Christopher                                               | Showtime         |            |
| 2017       | Chicago PD                                                            | Pan Dowd                                                  | NBC              |            |
| 2017       | One Mississippi                                                       | Ezra Weiss                                                | FX Productions   |            |
| 2018       | Madam Secretary                                                       | sędzia Nathan Mayfield                                    | CBS              |            |

## Soundtrack

### Single
| Rok  | Tytuł                                                                          | Album                                   |
| ---- | ------------------------------------------------------------------------------ | --------------------------------------- |
| 1988 | „Freddie's Entrance”                                                           | Chess                                   |
| 1988 | „Argument” (z Judy Kuhn)                                                       | Chess                                   |
| 1988 | „The American and Florence” (z Judy Kuhn)                                      | Chess                                   |
| 1988 | „One Night in Bangkok” (i inni wykonawcy)                                      | Chess                                   |
| 1988 | „Who'd Ever Think It?”                                                         | Chess                                   |
| 1988 | „Winning” (z Dennisem Parlato)                                                 | Chess                                   |
| 1988 | „Freddie Goes Metal”                                                           | Chess                                   |
| 1988 | „Pity the Child”                                                               | Chess                                   |
| 1988 | „Endgame” (inni wykonawcy: Paul Harman, Kurt Johns, Kip Niven i David Carroll) | Chess                                   |
| 1995 | „One Night In Bangkok”                                                         | Celebrate Broadway, Vol. 9: Gotta Dance |